# Mézens
Mézens est une commune française située dans le département du Tarn, en région Occitanie.
Exposée à un climat océanique altéré, elle est drainée par le Tarn, le ruisseau de Sieurac, le ruisseau de Passé et par divers autres petits cours d'eau. La commune possède un patrimoine naturel remarquable : un site Natura 2000 (Les « vallées du Tarn, de l'Aveyron, du Viaur, de l'Agout et du Gijou ») et deux zones naturelles d'intérêt écologique, faunistique et floristique.
Mézens est une commune rurale qui compte 531 habitants en 2022, après avoir connu une forte hausse de la population depuis 1975. Elle fait partie de l'aire d'attraction de Toulouse. Ses habitants sont appelés les Mézensols ou  Mézensolles.

## Géographie

### Localisation
Commune située dans l'aire urbaine de Toulouse en Bas-Montauban dont le village est construit sur une colline. Elle est limitrophe du département de la Haute-Garonne. Elle se situe à 28 km au nord-est de Toulouse, à 36 km au sud-est de Montauban et à 42 km au sud-ouest d'Albi.

### Communes limitrophes
Mézens est limitrophe de cinq autres communes dont une dans le département de la Haute-Garonne.
Les communes limitrophes sont  Buzet-sur-Tarn, Grazac, Rabastens, Roquemaure et Saint-Sulpice-la-Pointe.
| Roquemaure                     | Grazac                  |           |
| Buzet-sur-Tarn (Haute-Garonne) | Mézens                  | Rabastens |
|                                | Saint-Sulpice-la-Pointe |           |

### Géologie
La commune de Mézens est établie en rive droite sur la première terrasse du Tarn.
La superficie de la commune de est de 590 hectares ; son altitude varie de 97  à   247 mètres.

### Hydrographie
La commune est dans le bassin de la Garonne, au sein du bassin hydrographique Adour-Garonne. Elle est drainée par le Tarn, le ruisseau de la Mouline d'Azas ou ruisseau de Sieurac, le ruisseau de Passe, le ruisseau de Castagne, le ruisseau de Gaillagol, le ruisseau de la Sauzière, le ruisseau de Merdayrols et par un petit cours d'eau, qui constituent un réseau hydrographique de 9 km de longueur totale,.
Le Tarn, d'une longueur totale de 380 km, prend sa source sur le mont Lozère, dans le nord de la commune du Pont de Montvert - Sud Mont Lozère en Lozère, et se jette dans la Garonne à Saint-Nicolas-de-la-Grave, en Tarn-et-Garonne.
Le ruisseau de Sieurac, d'une longueur totale de 11,9 km, prend sa source dans la commune de Garrigues et s'écoule du sud-est vers le nord-ouest puis vers le nord. Il traverse la commune et se jette dans le Tarn sur le territoire communal, après avoir traversé 5 communes.
Le ruisseau de Passé, d'une longueur totale de 11,7 km, prend sa source dans la commune et s'écoule vers le sud. Il traverse la commune et se jette dans le Tarn à Rabastens, après avoir traversé 3 communes.

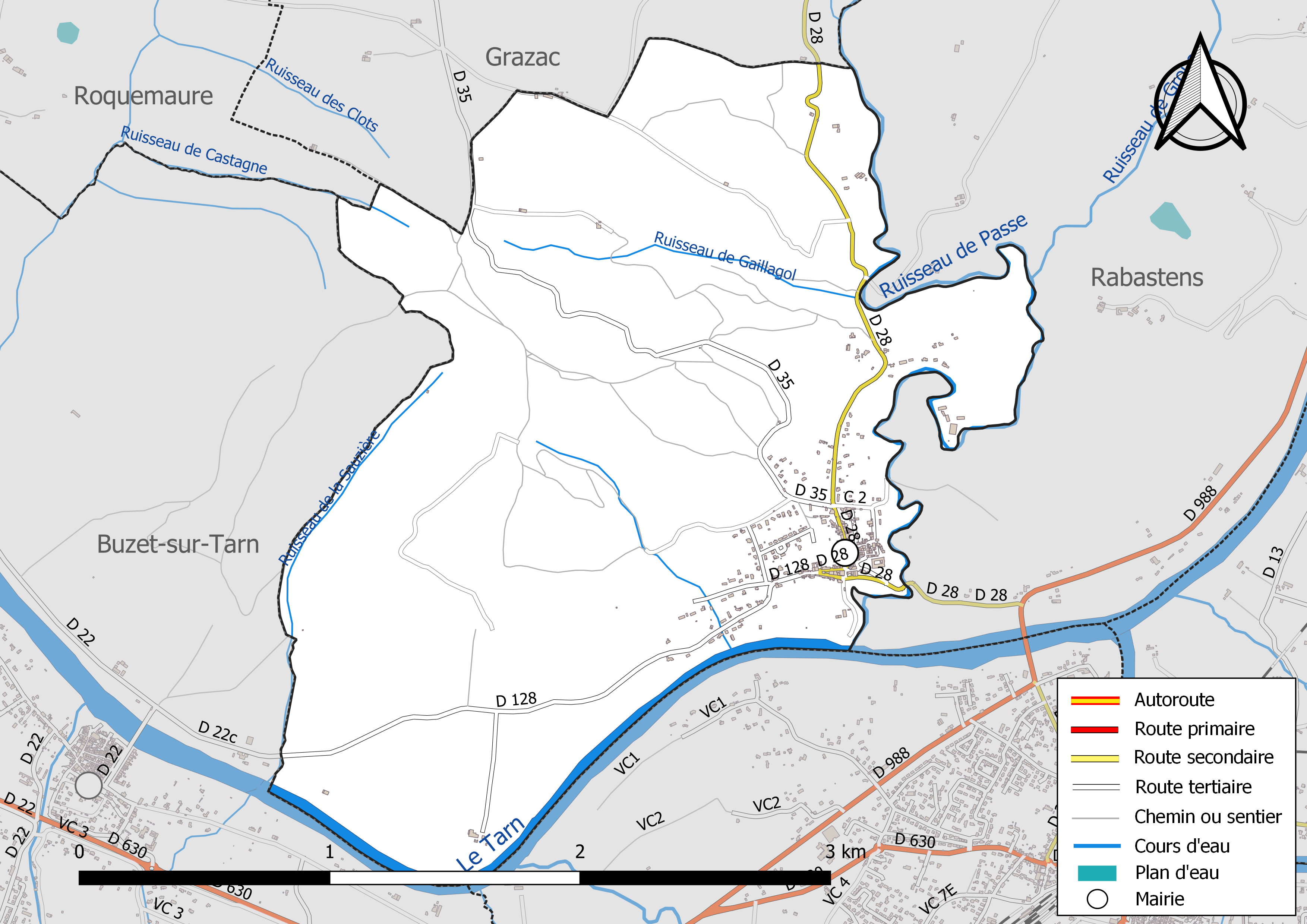
Réseaux hydrographique et routier de Mézens.

### Climat
Pour des articles plus généraux, voir Climat de l'Occitanie et Climat du Tarn.
En 2010, le climat de la commune est de type climat du Bassin du Sud-Ouest, selon une étude du Centre national de la recherche scientifique s'appuyant sur une série de données couvrant la période 1971-2000. En 2020, Météo-France publie une typologie des climats de la France métropolitaine dans laquelle la commune est exposée à un climat océanique altéré et est dans la région climatique Aquitaine, Gascogne, caractérisée par une pluviométrie abondante au printemps, modérée en automne, un faible ensoleillement au printemps, un été chaud (19,5 °C), des vents faibles, des brouillards fréquents en automne et en hiver et des orages fréquents en été (15 à 20 jours).
Pour la période 1971-2000, la température annuelle moyenne est de 13,3 °C, avec une amplitude thermique annuelle de 16,1 °C. Le cumul annuel moyen de précipitations est de 753 mm, avec 10,1 jours de précipitations en janvier et 5,5 jours en juillet. Pour la période 1991-2020, la température moyenne annuelle observée sur la station météorologique de Météo-France la plus proche, « Lavaur », sur la commune de Lavaur à 16 km à vol d'oiseau, est de 13,6 °C et le cumul annuel moyen de précipitations est de 701,8 mm. 
La température maximale relevée sur cette station est de 42,6 °C, atteinte le 23 août 2023 ; la température minimale est de −18 °C, atteinte le 17 janvier 1987,,.
Les paramètres climatiques de la commune ont été estimés pour le milieu du siècle (2041-2070) selon différents scénarios d'émission de gaz à effet de serre à partir des nouvelles projections climatiques de référence DRIAS-2020. Ils sont consultables sur un site dédié publié par Météo-France en novembre 2022.

### Milieux naturels et biodiversité

#### Réseau Natura 2000

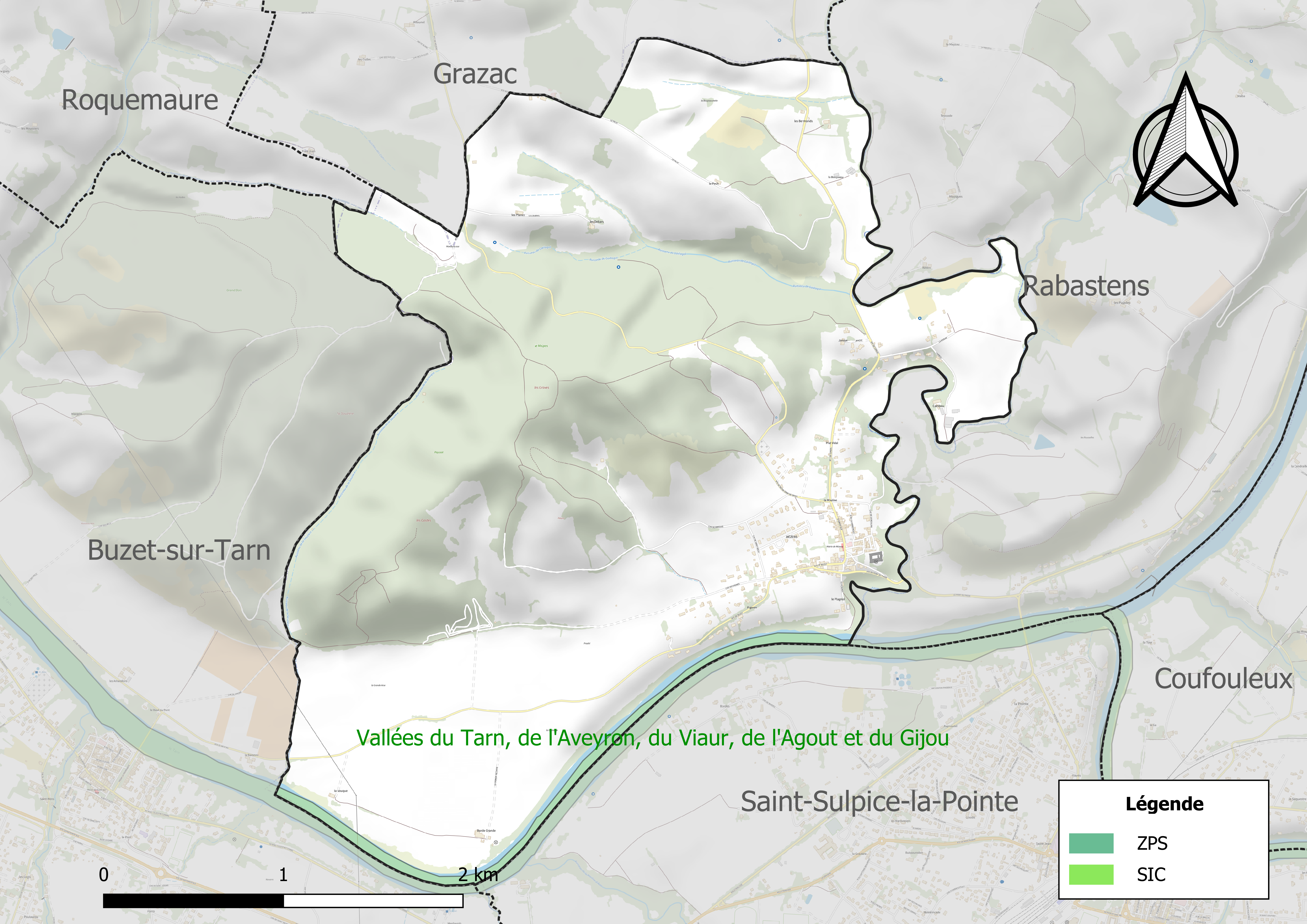
Site Natura 2000 sur le territoire communal.

Le réseau Natura 2000 est un réseau écologique européen de sites naturels d'intérêt écologique élaboré à partir des directives habitats et oiseaux, constitué de zones spéciales de conservation (ZSC) et de zones de protection spéciale (ZPS).
Un site Natura 2000 a été défini sur la commune au titre de la directive habitats : Les « vallées du Tarn, de l'Aveyron, du Viaur, de l'Agout et du Gijou », d'une superficie de 17 144 ha, s'étendant sur 136 communes dont 41 dans l'Aveyron, 8 en Haute-Garonne, 50 dans le Tarn et 37 dans le Tarn-et-Garonne. Elles présentent une très grande diversité d'habitats et d'espèces dans ce vaste réseau de cours d'eau et de gorges. La présence de la Loutre d'Europe et de la moule perlière d'eau douce est également d'un intérêt majeur.

#### Zones naturelles d'intérêt écologique, faunistique et floristique
L’inventaire des zones naturelles d'intérêt écologique, faunistique et floristique (ZNIEFF) a pour objectif de réaliser une couverture des zones les plus intéressantes sur le plan écologique, essentiellement dans la perspective d’améliorer la connaissance du patrimoine naturel national et de fournir aux différents décideurs un outil d’aide à la prise en compte de l’environnement dans l’aménagement du territoire.
Une ZNIEFF de type 1 est recensée sur la commune :
les « bois des Costes, des Graves et Grand bois » (491 ha), couvrant 3 communes dont une dans la Haute-Garonne et deux dans le Tarn et une ZNIEFF de type 2, : 
la « basse vallée du Tarn » (3 623 ha), couvrant 49 communes dont huit dans la Haute-Garonne, 20 dans le Tarn et 21 dans le Tarn-et-Garonne.

Carte des ZNIEFF de type 1 et 2 à Mézens.
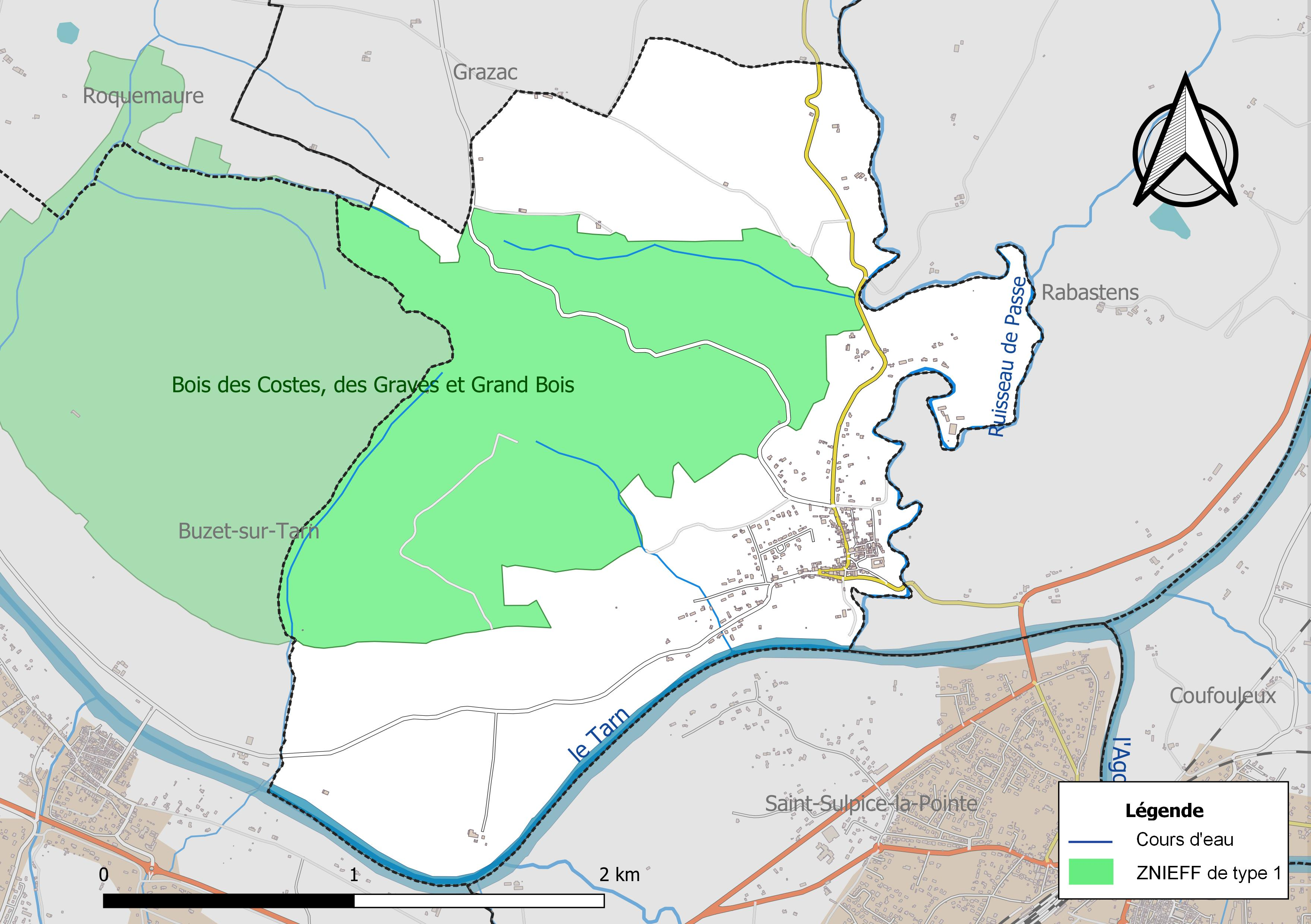
Carte de la ZNIEFF de type 1 sur la commune.
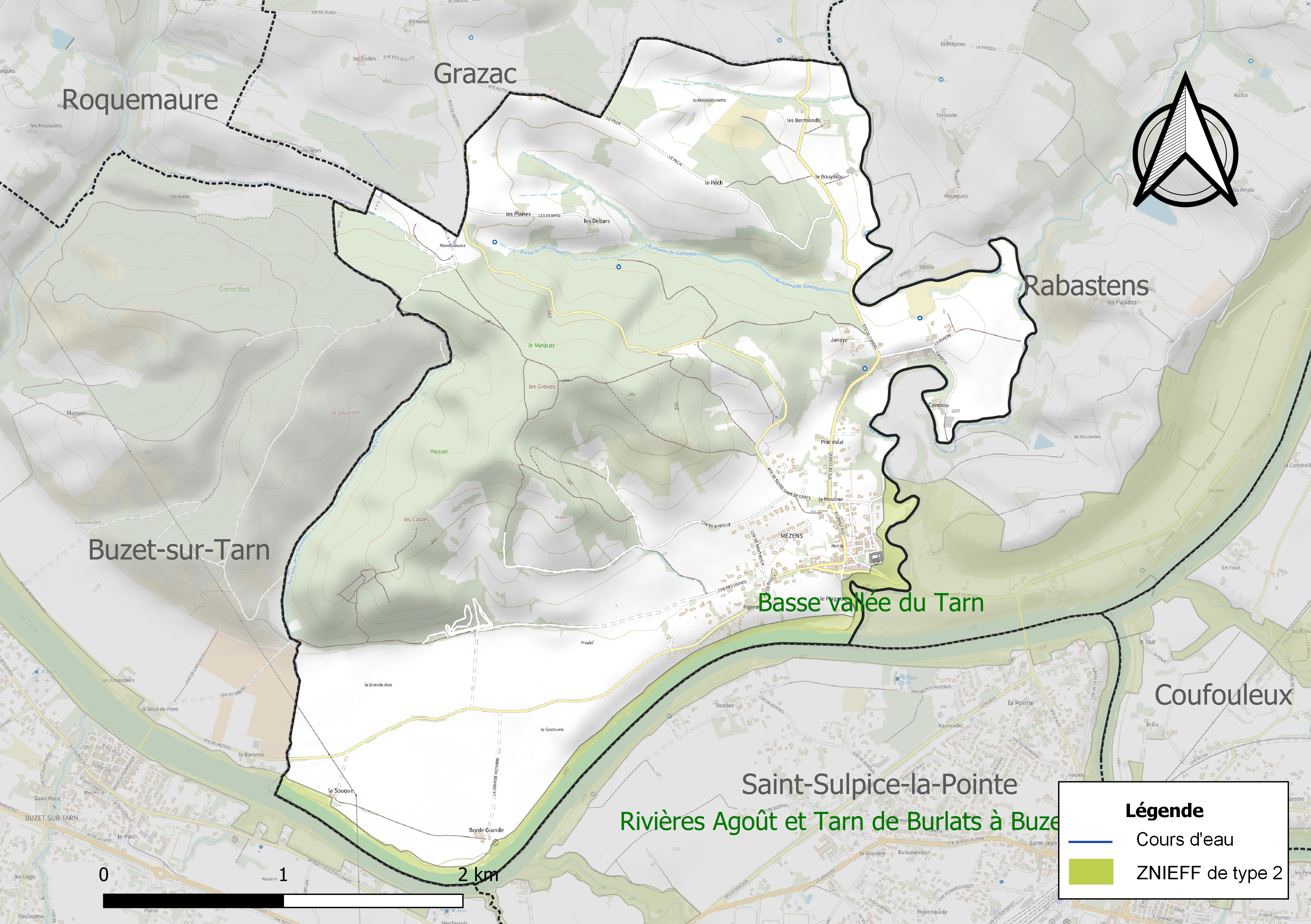
Carte de la ZNIEFF de type 2 sur la commune.

## Urbanisme

### Typologie
Au 1er janvier 2024, Mézens est catégorisée commune rurale à habitat dispersé, selon la nouvelle grille communale de densité à sept niveaux définie par l'Insee en 2022.
Elle est située hors unité urbaine. Par ailleurs la commune fait partie de l'aire d'attraction de Toulouse, dont elle est une commune de la couronne,. Cette aire, qui regroupe 527 communes, est catégorisée dans les aires de 700 000 habitants ou plus (hors Paris),.

### Occupation des sols
L'occupation des sols de la commune, telle qu'elle ressort de la base de données européenne d’occupation biophysique des sols Corine Land Cover (CLC), est marquée par l'importance des territoires agricoles (56,9 % en 2018), en diminution par rapport à 1990 (61,9 %). La répartition détaillée en 2018 est la suivante : 
terres arables (35,2 %), forêts (33,3 %), zones agricoles hétérogènes (21,7 %), zones urbanisées (5 %), eaux continentales (2,5 %), milieux à végétation arbustive et/ou herbacée (2,3 %). L'évolution de l’occupation des sols de la commune et de ses infrastructures peut être observée sur les différentes représentations cartographiques du territoire : la carte de Cassini (XVIIIe siècle), la carte d'état-major (1820-1866) et les cartes ou photos aériennes de l'IGN pour la période actuelle (1950 à aujourd'hui).

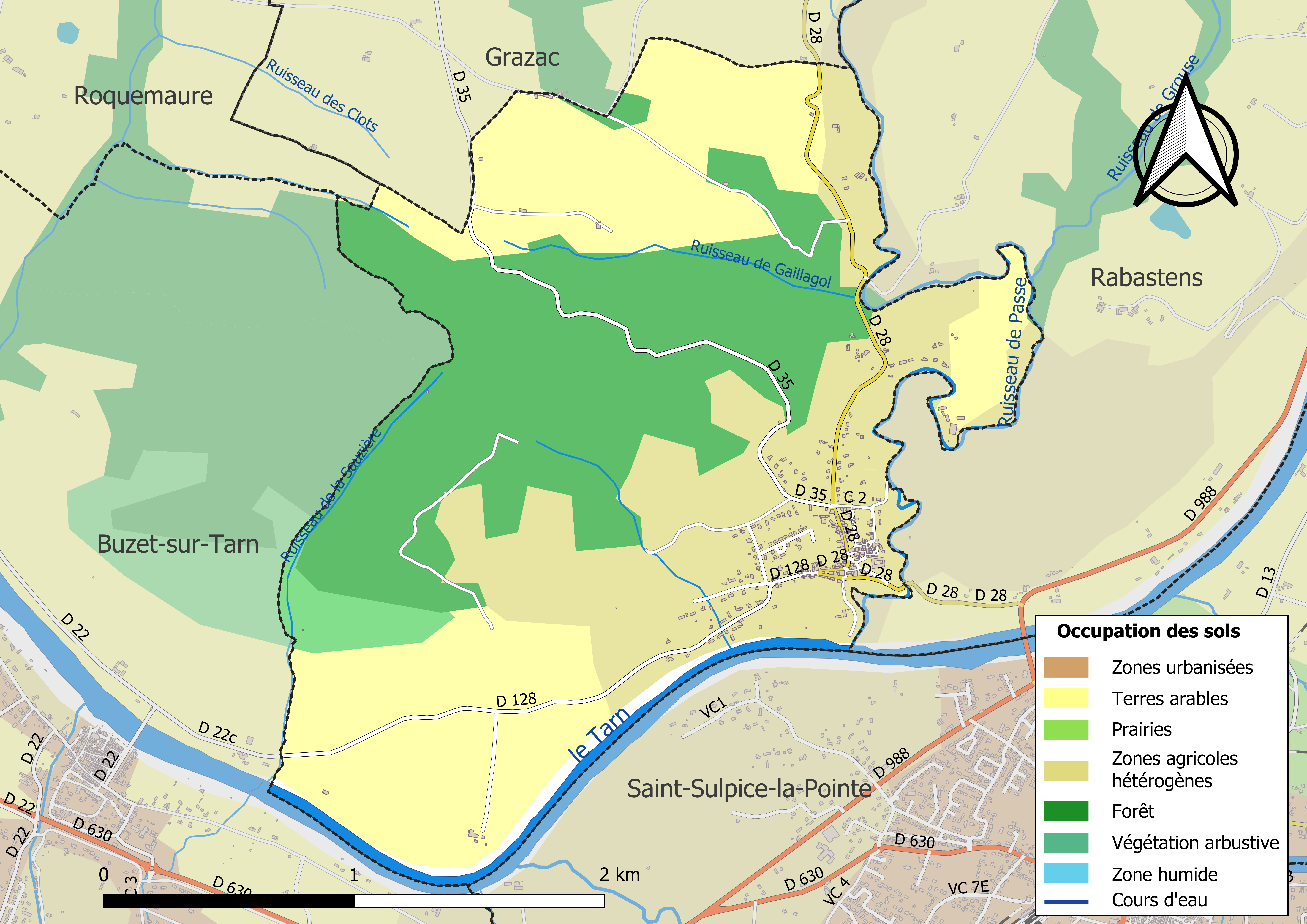
Carte des infrastructures et de l'occupation des sols de la commune en 2018 (CLC).

### Risques majeurs
Le territoire de la commune de Mézens est vulnérable à différents aléas naturels : météorologiques (tempête, orage, neige, grand froid, canicule ou sécheresse), inondations, feux de forêts, mouvements de terrains et séisme (sismicité très faible). Il est également exposé à un risque technologique, le transport de matières dangereuses. Un site publié par le BRGM permet d'évaluer simplement et rapidement les risques d'un bien localisé soit par son adresse soit par le numéro de sa parcelle.

#### Risques naturels
Certaines parties du territoire communal sont susceptibles d’être affectées par le risque d’inondation par débordement de cours d'eau, notamment le Tarn, le ruisseau de Passé et le ruisseau de Sieurac. La cartographie des zones inondables en ex-Midi-Pyrénées réalisée dans le cadre du XIe Contrat de plan État-région, visant à informer les citoyens et les décideurs sur le risque d’inondation, est accessible sur le site de la DREAL Occitanie. La commune a été reconnue en état de catastrophe naturelle au titre des dommages causés par les inondations et coulées de boue survenues en 1982, 1988, 1994, 2002 et 2013,.
Mézens est exposée au risque de feu de forêt. En 2022, il n'existe pas de Plan de Prévention des Risques incendie de forêt (PPRif). Le débroussaillement aux abords des maisons constitue l’une des meilleures protections pour les particuliers contre le feu,.

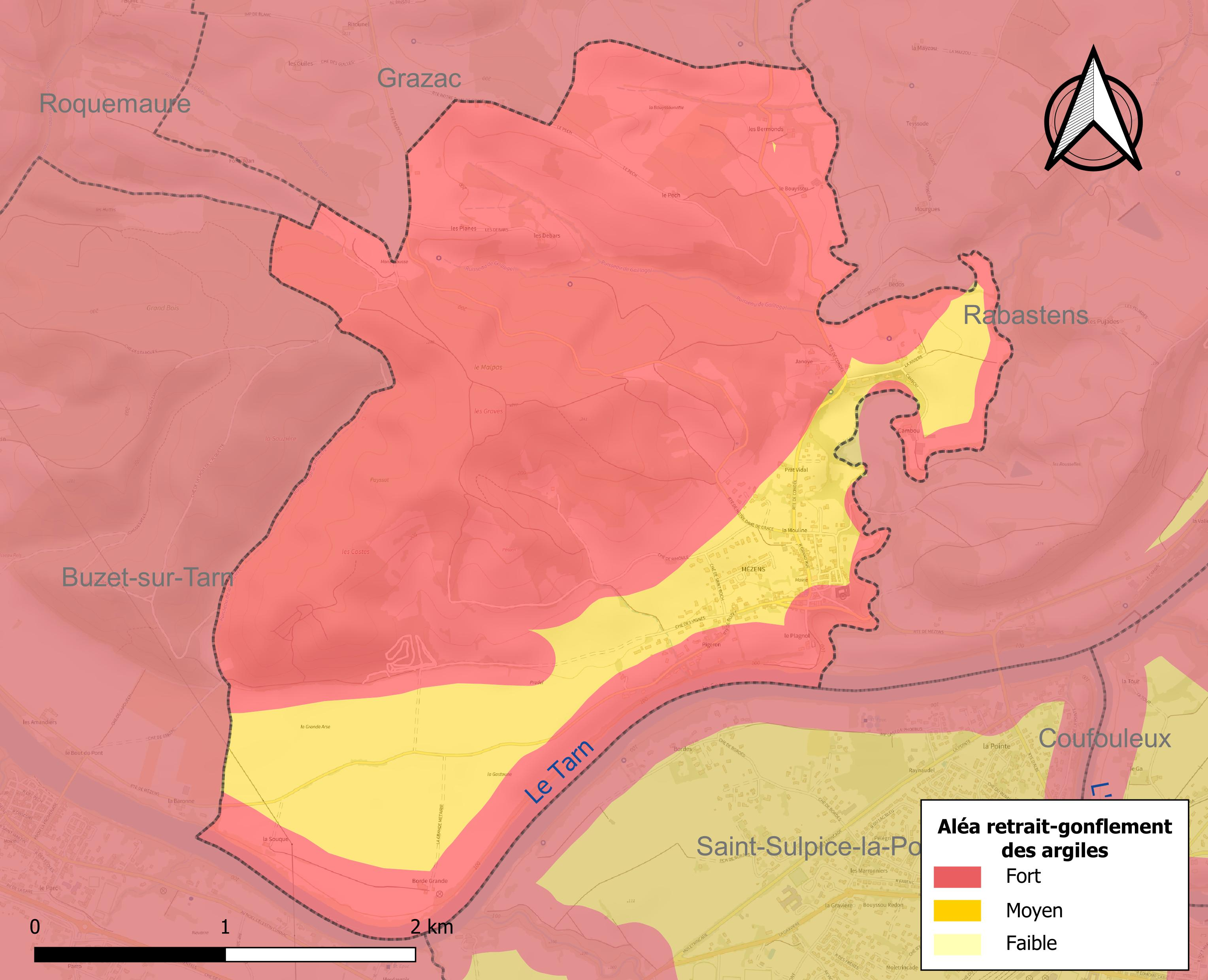
Carte des zones d'aléa retrait-gonflement des sols argileux de Mézens.

La commune est vulnérable au risque de mouvements de terrains constitué principalement du retrait-gonflement des sols argileux. Cet aléa est susceptible d'engendrer des dommages importants aux bâtiments en cas d’alternance de périodes de sécheresse et de pluie. La totalité de la commune est en aléa moyen ou fort (76,3 % au niveau départemental et 48,5 % au niveau national). Sur les 206 bâtiments dénombrés sur la commune en 2019, 206 sont en aléa moyen ou fort, soit 100 %, à comparer aux 90 % au niveau départemental et 54 % au niveau national. Une cartographie de l'exposition du territoire national au retrait gonflement des sols argileux est disponible sur le site du BRGM,.
Par ailleurs, afin de mieux appréhender le risque d’affaissement de terrain, l'inventaire national des cavités souterraines permet de localiser celles situées sur la commune.

#### Risques technologiques
Le risque de transport de matières dangereuses sur la commune est lié à sa traversée par des infrastructures routières ou ferroviaires importantes ou la présence d'une canalisation de transport d'hydrocarbures. Un accident se produisant sur de telles infrastructures est susceptible d’avoir des effets graves sur les biens, les personnes ou l'environnement, selon la nature du matériau transporté. Des dispositions d’urbanisme peuvent être préconisées en conséquence.

## Histoire

### Héraldique
| Mézens | Son blasonnement est : Tranché d'argent et de sinople. |

## Politique et administration

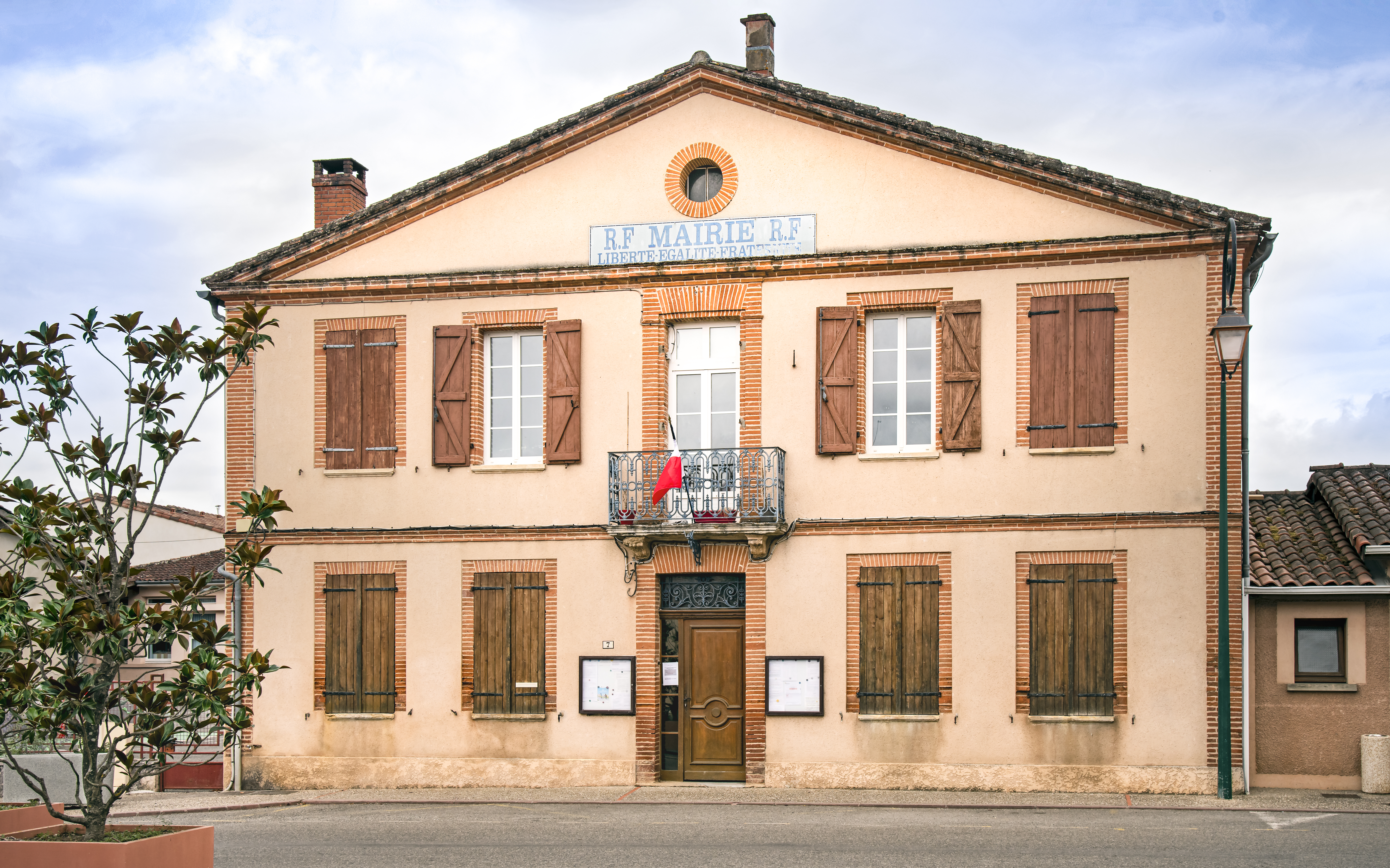
La mairie

### Rattachements administratifs et électoraux
La commune fait partie de la Gaillac Graulhet Agglo et du canton de Vignobles et Bastides (avant le redécoupage départemental de 2014, Mézens faisait partie de l'ex-canton de Rabastens) et avant le 1er janvier 2017 elle faisait partie de la communauté de communes du Pays rabastinois.

### Liste des maires
| Période                                  | Période | Identité           | Étiquette   | Qualité |
| ---------------------------------------- | ------- | ------------------ | ----------- | ------- |
|                                          |         | Maurice de Solages |             |         |
| mars 1983                                | 2014    | Raymond Favarel    | indépendant |         |
| 2020                                     | 2026    | Jacques Tisserand  | indépendant |         |
| Les données manquantes sont à compléter. |         |                    |             |         |

## Population et société

### Démographie
L'évolution du nombre d'habitants est connue à travers les recensements de la population effectués dans la commune depuis 1793. Pour les communes de moins de 10 000 habitants, une enquête de recensement portant sur toute la population est réalisée tous les cinq ans, les populations de référence des années intermédiaires étant quant à elles estimées par interpolation ou extrapolation. Pour la commune, le premier recensement exhaustif entrant dans le cadre du nouveau dispositif a été réalisé en 2006.

En 2022, la commune comptait 531 habitants, en évolution de +10,63 % par rapport à 2016 (Tarn : +2,52 %, France hors Mayotte : +2,11 %).
| 1793 | 1800 | 1806 | 1821 | 1831 | 1836 | 1841 | 1846 | 1851 |
| ---- | ---- | ---- | ---- | ---- | ---- | ---- | ---- | ---- |
| 350  | 366  | 364  | 390  | 452  | 437  | 442  | 441  | 441  |

| 1856 | 1861 | 1866 | 1872 | 1876 | 1881 | 1886 | 1891 | 1896 |
| ---- | ---- | ---- | ---- | ---- | ---- | ---- | ---- | ---- |
| 450  | 446  | 440  | 414  | 380  | 383  | 373  | 385  | 373  |

| 1901 | 1906 | 1911 | 1921 | 1926 | 1931 | 1936 | 1946 | 1954 |
| ---- | ---- | ---- | ---- | ---- | ---- | ---- | ---- | ---- |
| 347  | 323  | 313  | 269  | 263  | 264  | 247  | 259  | 294  |

| 1962 | 1968 | 1975 | 1982 | 1990 | 1999 | 2006 | 2011 | 2016 |
| ---- | ---- | ---- | ---- | ---- | ---- | ---- | ---- | ---- |
| 287  | 266  | 258  | 249  | 279  | 310  | 386  | 396  | 480  |

| 2021 | 2022 | - | - | - | - | - | - | - |
| ---- | ---- | - | - | - | - | - | - | - |
| 524  | 531  | - | - | - | - | - | - | - |

| selon la population municipale des années : | 1968 | 1975 | 1982 | 1990 | 1999 | 2006 | 2009 | 2013 |
| Rang de la commune dans le département      | 154  | 207  | 178  | 165  | 160  | 147  | 149  | 149  |
| Nombre de communes du département           | 326  | 324  | 324  | 324  | 324  | 323  | 323  | 323  |

Mezens est composée, pour la plupart des habitants, de seniors et de retraités. Les actifs se rendent dans les préfectures ou grandes villes proches soit : Albi, Castres et Toulouse.
En comparaison avec la commune limitrophe de Saint-Sulpice, Mézens n'a pas bénéficié d'une forte augmentation démographique, la faute aux activités et aux commerces inexistants sur la place principale du village. Seuls quelques retraités (population anglaise) s'y installe pour profiter du cadre pittoresque, calme et reposé du village. L'augmentation de la démographie très faible est due à des chantiers et des constructions inexistantes étant donné que le budget économique de la ville reste relativement faible pour concrétiser des projets.

### Enseignement
Mézens fait partie de l'académie de Toulouse.

## Économie

### Revenus
En 2018, la commune compte 212 ménages fiscaux, regroupant 527 personnes. La médiane du revenu disponible par unité de consommation est de 23 620 € (20 400 € dans le département).

### Emploi
|                | 2008  | 2013  | 2018  |
| -------------- | ----- | ----- | ----- |
| Commune        | 3,6 % | 8,3 % | 9,2 % |
| Département    | 8,2 % | 9,9 % | 10 %  |
| France entière | 8,3 % | 10 %  | 10 %  |

En 2018, la population âgée de 15 à 64 ans s'élève à 331 personnes, parmi lesquelles on compte 81,6 % d'actifs (72,4 % ayant un emploi et 9,2 % de chômeurs) et 18,4 % d'inactifs,. Depuis 2008, le taux de chômage communal (au sens du recensement) des 15-64 ans est inférieur à celui de la France et du département.
La commune fait partie de la couronne de l'aire d'attraction de Toulouse, du fait qu'au moins 15 % des actifs travaillent dans le pôle,. Elle compte 30 emplois en 2018, contre 20 en 2013 et 25 en 2008. Le nombre d'actifs ayant un emploi résidant dans la commune est de 242, soit un indicateur de concentration d'emploi de 12,5 % et un taux d'activité parmi les 15 ans ou plus de 67,2 %.
Sur ces 242 actifs de 15 ans ou plus ayant un emploi, 16 travaillent dans la commune, soit 7 % des habitants. Pour se rendre au travail, 87,4 % des habitants utilisent un véhicule personnel ou de fonction à quatre roues, 10,4 % les transports en commun, 0,4 % s'y rendent en deux-roues, à vélo ou à pied et 1,7 % n'ont pas besoin de transport (travail au domicile).

### Activités hors agriculture
29 établissements sont implantés  à Mézens au 31 décembre 2019.
Le secteur de l'administration publique, l'enseignement, la santé humaine et l'action sociale est prépondérant sur la commune puisqu'il représente 27,6 % du nombre total d'établissements de la commune (8 sur les 29 entreprises implantées  à Mézens), contre 15,5 % au niveau départemental.

### Agriculture
|               | 1988 | 2000 | 2010 | 2020 |
| ------------- | ---- | ---- | ---- | ---- |
| Exploitations | 10   | 7    | 7    | 4    |
| SAU (ha)      | 364  | 304  | 253  | 239  |

La commune est dans le Lauragais tarnais, une petite région agricole située dans le sud-ouest du département du Tarn. En 2020, l'orientation technico-économique de l'agriculture  sur la commune est la culture de céréales et/ou d'oléoprotéagineuses. Quatre exploitations agricoles ayant leur siège dans la commune sont dénombrées lors du recensement agricole de 2020 (dix en 1988). La superficie agricole utilisée est de 239 ha,,.

## Culture locale et patrimoine

### Lieux et monuments
- Le monument aux morts
- Château du comte de Mézens à l'entrée du village (par Saint-Sulpice).
- Église Notre-Dame de Mézens avec un clocher-mur.

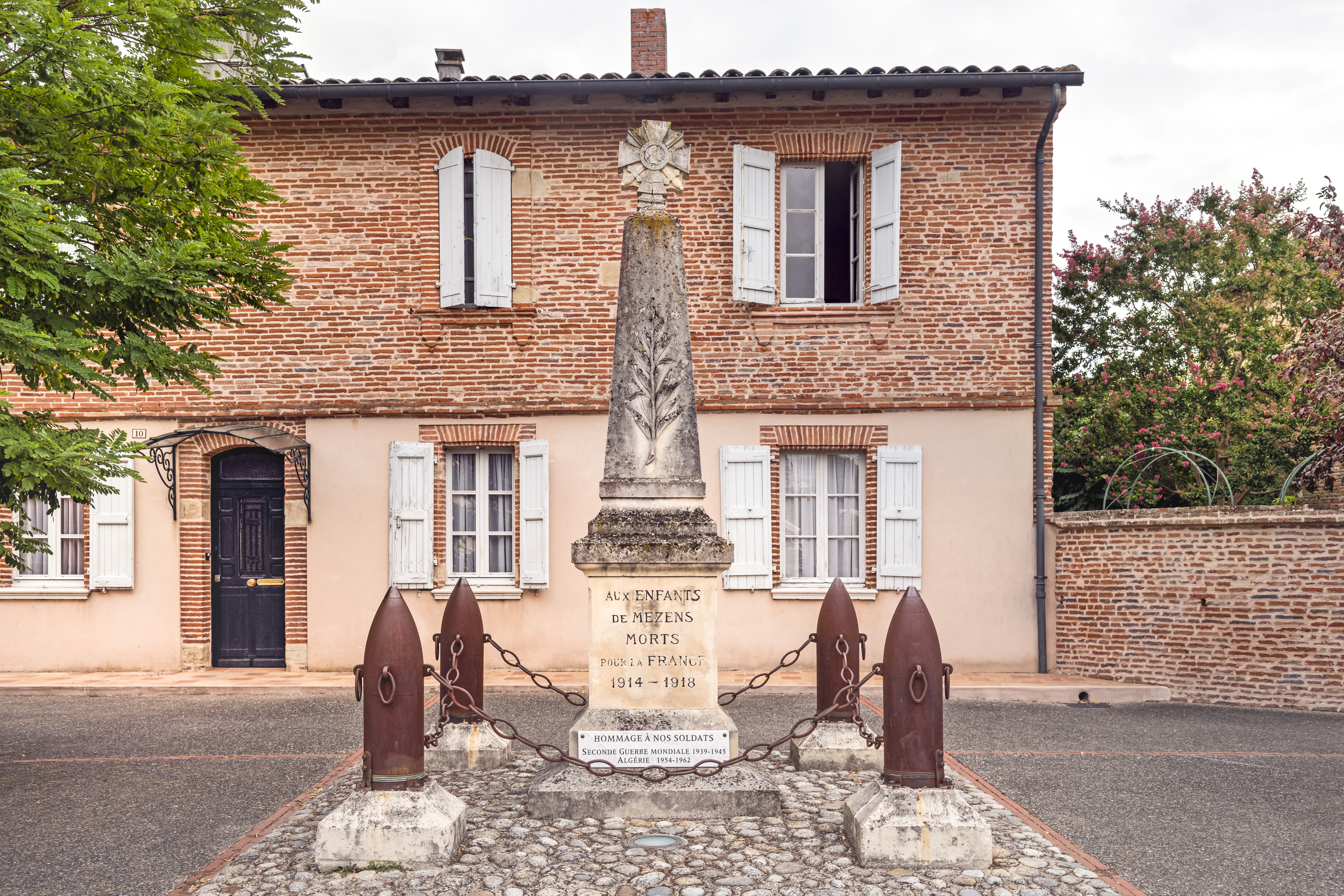
Le Monument aux morts
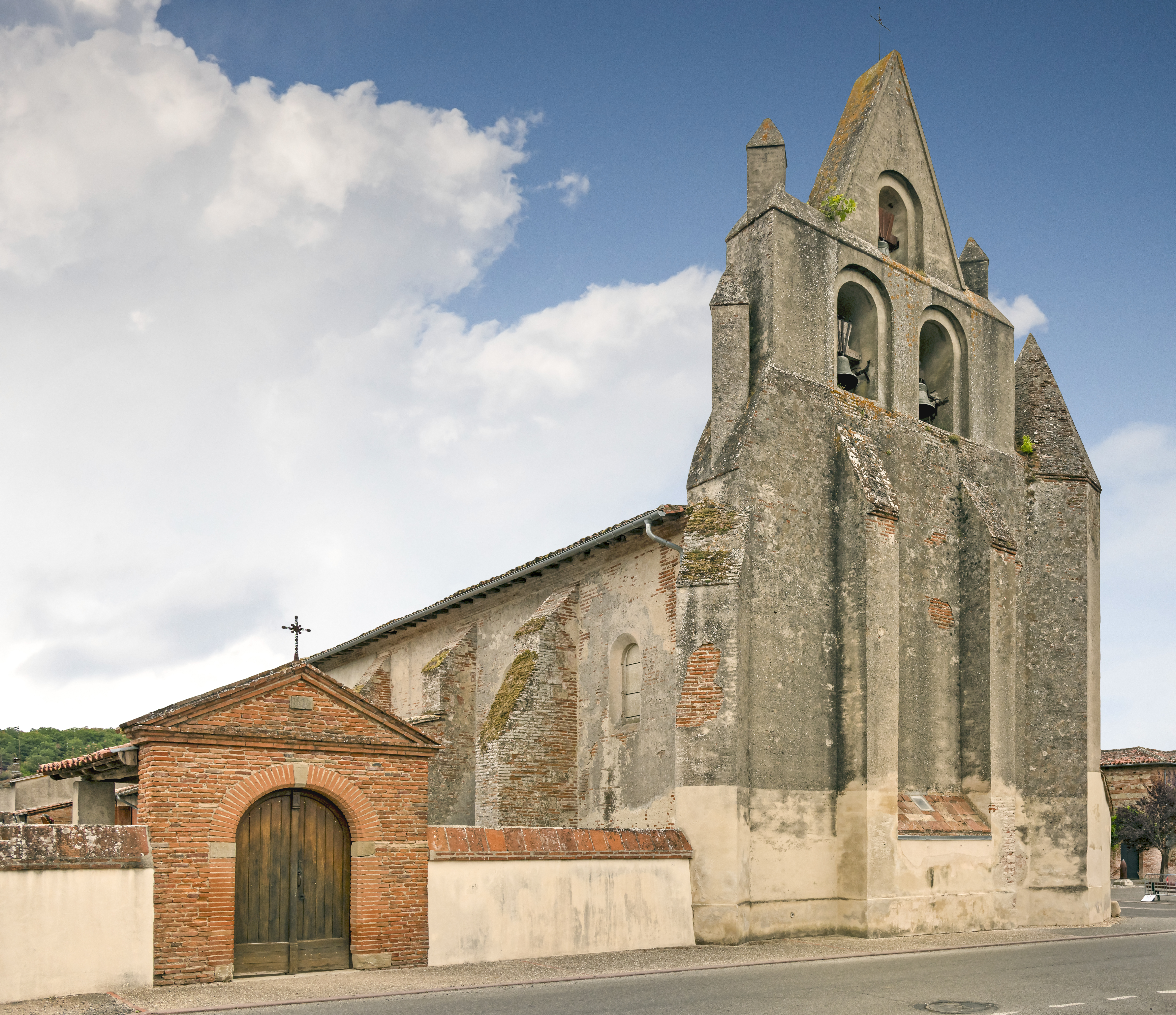
Église Notre-Dame

### Personnalités liées à la commune
- Famille de Solages :
  - Maurice de Solages ;
  - Bruno de Solages.

## Pour approfondir